# لعبة الحب والفرصة
 لعبة الحب والفرصة أو  لعبة الحب والمصادفة (بالفرنسية: Le Jeu de l'amour et du hasard)‏ وهي من المسرحيات الشهيرة عن الحب والرومانسية. عرضت لأول مرة في 23 يناير 1730 على مسرح كوميدي إتاليان Comédie-Italienne في باريس.

## ملخص المسرحية
تدور أحداث المسرحية حول سيلفيا الشابة النبيلة العنيدة الجميلة التي تمت خطبتها لشاب نبيل لم يسبق لها اللقاء به وهو دورانت ابن أحد النبلاء من أصدقاء والدها في مدينة أخرى، يرسل والد دورانت رسالة إلى والد سيلفيا يبلغه فيها برغبة دورانت زيارتهم ليتعرف بخطيبته.
تستأذن سيلفيا أباها بأن تتنكر كخادمة لتتعرف على دورانت عن كثب وذلك بتبديل الأدوار بينها وبين وصيفتها ليزيت.
يوافق أبوها على اقتراحها وذلك لأنه وبمحض الصدفة كان والد دورانت قد أخبره في رسالته بفعل دورانت نفس ما اقترحته سيلفيا وأنه سيقدم عليهم مبدلا بين شخصيته وشخصية خادمه.
يصل دورانت قصر أرجون متنكرا كخادم باسم بورغينيون وخادمه أرلكاين مجسدا لشخصية دورانت.
تتوالى أحداث المسرحية ويقع كل من سيلفيا ودورانت في حب بعضهما دون أن يعرف كل منهما بشخصية الآخر الحقيقية.
يعترف دورانت لسيلفيا بحبه لها لكنها ترفض ذلك رغم محبتها له كونها لا يمكن لها أن تتزوج بخادم فيكشف لها دورانت حقيقته.
تسعد سيلفيا بذلك ولكنها تستمر باللعب بشخصية الوصيفة محاولة أن تصل بحب دورانت لها كخادمة إلى أعلى درجاته وأن يصل حبه لها إلى أن يتجرد من ماله ونبالته من أجلها.
في ظل تلك الأحداث تخلق قصة حب بين ليزيت وأرلكاين أثناء تجسيدهما شخصيتا النبيلين الحبيبين.
تنتهي اللعبة بالتقاء الحبيبين سيلفيا ودورانت وكذا بالتقاء حب ليزيت وأرلكاين.

## الشخصيات
- سيلفيا: السيدة الشابة العنيدة خطيبة دورانت.
- دورانت: السيد الشاب خطيب سيلفيا.
- المونسنيور أورجون: والد سليفيا.
- ماريو: شقيق سيلفيا.
- أرلكاين: خادم دورانت.
- ليزيت: خادمة سيلفيا ووصيفتها.
- خادم بزي رسمي.